# قبعيت
قبعيت هي قرية لبنانية تقع ضمن حدود محافظة عكار شمال لبنان وهلى مقربة من الحدود اللبنانية السورية. سكانها من المسلمين السنة.

## التاريخ
نعت البلدة وفاة 17 مرتبطين بها غرقوا أثناء محاولتهم الوصول إلى أستراليا بقارب في سبتمبر من عام 2012. تقع قبعيت في واحدة من أفقر أجزاء لبنان، وهي جزء من منطقة أستقبلت مئات الآف اللاجئين خلال الحرب الأهلية السورية.